# 120-мм/50 пушка Виккерса

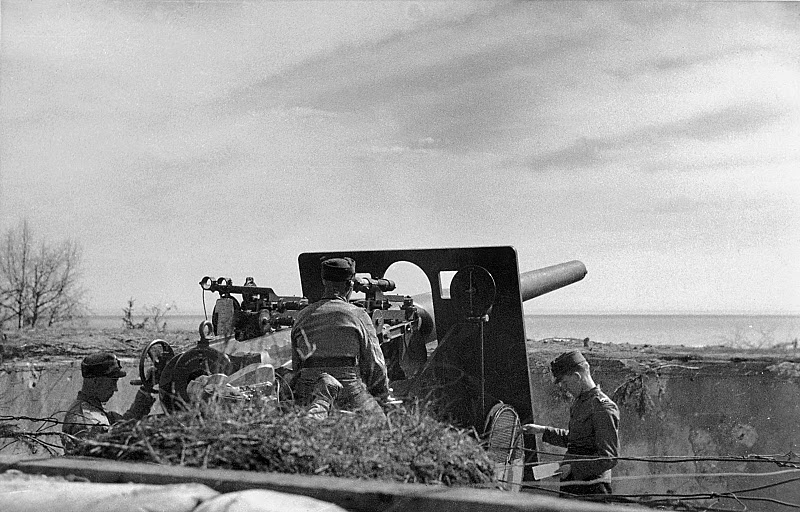
Финская береговая 120-мм установка времён советско-финской войны

120-мм/50 пушка Виккерса — 120-мм морское орудие, разработанное британской компанией Виккерс, которая и произвела первую партию орудий. В дальнейшем производилась Обуховским заводом.
Принято на вооружение Российского императорского флота в 1905 году. Этими пушками были вооружены броненосный крейсер «Рюрик II», линейные корабли типа «Севастополь» (4 единицы), мониторы типа «Шквал» (8 единиц). Кроме того, использовались в качестве орудий береговой обороны.
Пушки применялись в Первой мировой, Гражданской и Великой Отечественной войнах.

## Конструкция
Тело орудия состояло из внутренней трубы, скрепленной по всей длине тремя цилиндрами в один ряд, а с середины орудия до казенного среза — ещё и кожухом. На кожух навинчен казенник. Замок поршневой системы Виккерса. Длина ствола 6000 мм (50 клб). Длина нарезной части 5042 мм. Крутизна нарезов постоянная в 30 клб. Число нарезов 28, глубина 0,96 мм. Вес замка 82 — 84,5 кг. Вес ствола с замком 3150 кг.
В боекомплект 120/50-мм пушки входили снаряды:
| Тип снаряда                 | вес, кг | длина, калибры | вес ВВ, кг | содержание ВВ, % | начальная скорость, м/с | дальность стрельбы, м/при угле возвышения° |
| --------------------------- | ------- | -------------- | ---------- | ---------------- | ----------------------- | ------------------------------------------ |
| Фугасный обр. 1907 г.       | 20,5    | 3,5            | 2,6        | 13 %             | 820                     | 10 400/22°                                 |
| Фугасный обр. 1911 г.       | 29      | 5,0            | 3,7        | 13 %             | 790                     | 15 400/25°                                 |
| Фугасный обр. 1928 г.       | 26,3    | 5,0            | 1,9        | 7 %              | 825                     | 17 000/20°                                 |
| Шрапнель обр. 1915 г.       | 20,4    | 3,7            | 0,3        | —                | 820                     | 10 600 м по 22-сек. трубке                 |
| Осветительный беспарашютный | 23      | 4,3            | 0,03       | —                | 660                     | 10 400 по трубке                           |
| Ныряющий                    | 26      | 5,0            | 5,2        | 20 %             | 220                     | 2 200                                      |

Кроме того, из 120/50-мм пушки можно было стрелять снарядами 120/45-мм пушки Канэ и 120-мм французской пушки обр. 1878 г., включая химические(в 1916 году было заказано 25 000 таких снарядов).
Заряд к 120/50-мм пушке — 7 - 8 кг бездымного пороха. Заряд осветительного снаряда — 4,8 кг, ныряющего — 0,7 кг. Заряжание картузное.
К 22 июня 1941 года на вооружении ВМФ для 120/50-мм пушек имелось 53 650 фугасных снарядов, 6750 шт. шрапнели, 5370 ныряющих и 670 осветительный снаряд.